# Edsel Citation
Edsel Citation var en amerikansk bilmodell och det mest påkostade (”top-of-the-line”) utförandet av bilmärket Edsel vilken Mercury-Edsel-Lincoln-divisionen producerade för Ford Motor Company i USA under modellåret 1958. Citation baserades tillsammans med den något mindre påkostade modellen Edsel Corsair på ett längre chassi som även användes på bilar av märket Mercury. Även karosstommen delades med Mercury Montclair. 
Citiation-modellerna hade, förutom en extra påkostad interiör, även extra rostfria detaljer och guldanodiserade aluminiumpaneler placerade i en inpressning (”scallop”) på bakskärmarna. Denna pressning kunde dels antingen lackeras i bilens kulör, dels i en avvikande kulör tillsammans med taket eller med tillvalet ”Tri-tone” vilket innebar att karossen, taket och pressningen på bakskärmarna var lackerade i tre sinsemellan olika kulörer.
Inför modellåret 1959 slopades namnet Citation helt och ersattes istället med Edsel Corsair.

## Tekniska data
Chassit var ett rambygge av traditionellt bakhjulsdrivet amerikanskt snitt. Hjulupphängningen bak var försedd med stel bakaxel och bladfjädring samt en individuell kulledsförsedd framvagn. Som drivkälla användes en bensindriven V8-motor på 410 kubiktum som var försedd med en fyrports Holleyförgasare. Kraftöverföringen sköttes av en trestegs automatisk växellåda som manövrerades med hjälp av tryckknappar placerade i rattcentrumet (”Teletouch”)

## Tillverkning
I USA skedde tillverkningen av de båda större modellerna Citation och Corsair vid de tre sammansättningsfabrikerna i Los Angeles, California och Somerville, Massachusetts samt Wayne, Michigan. Dessutom skedde tillverkning i Oakville, Ontario i Kanada och i Europa sattes bilar samman i Antwerpen i Belgien.
Totalt uppskattas 9299 bilar av modellen Citation ha tillverkats (varav 722 vid Kanadafabriken).
| Kod    | Karosstyp         | Antal |
| 57 B   | 4-d Hardtop Sedan | 5 588 |
| 63 B   | 2-d Hardtop Coupe | 2 781 |
| 76 B   | 2-d Cabriolet     | 930   |
| Totalt | Citation          | 9 299 |
| ------ | ----------------- | ----- |

Ingen Edsel Citation såldes ny genom generalagenten i Sverige. De fordon som idag rullar här är resultatet av import av begagnade bilar från mitten 1970-talet och framåt.

## Bildgalleri

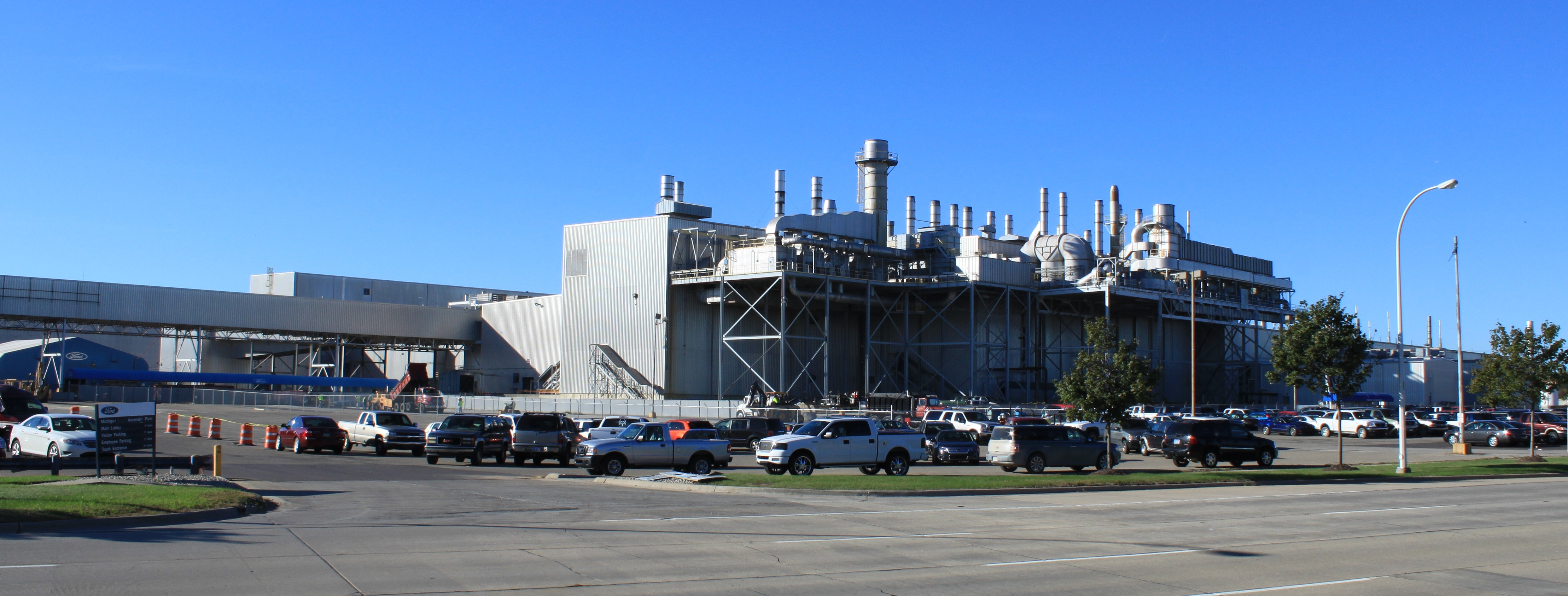
Fords fabrik i Wayne, Michigan invigd 1957
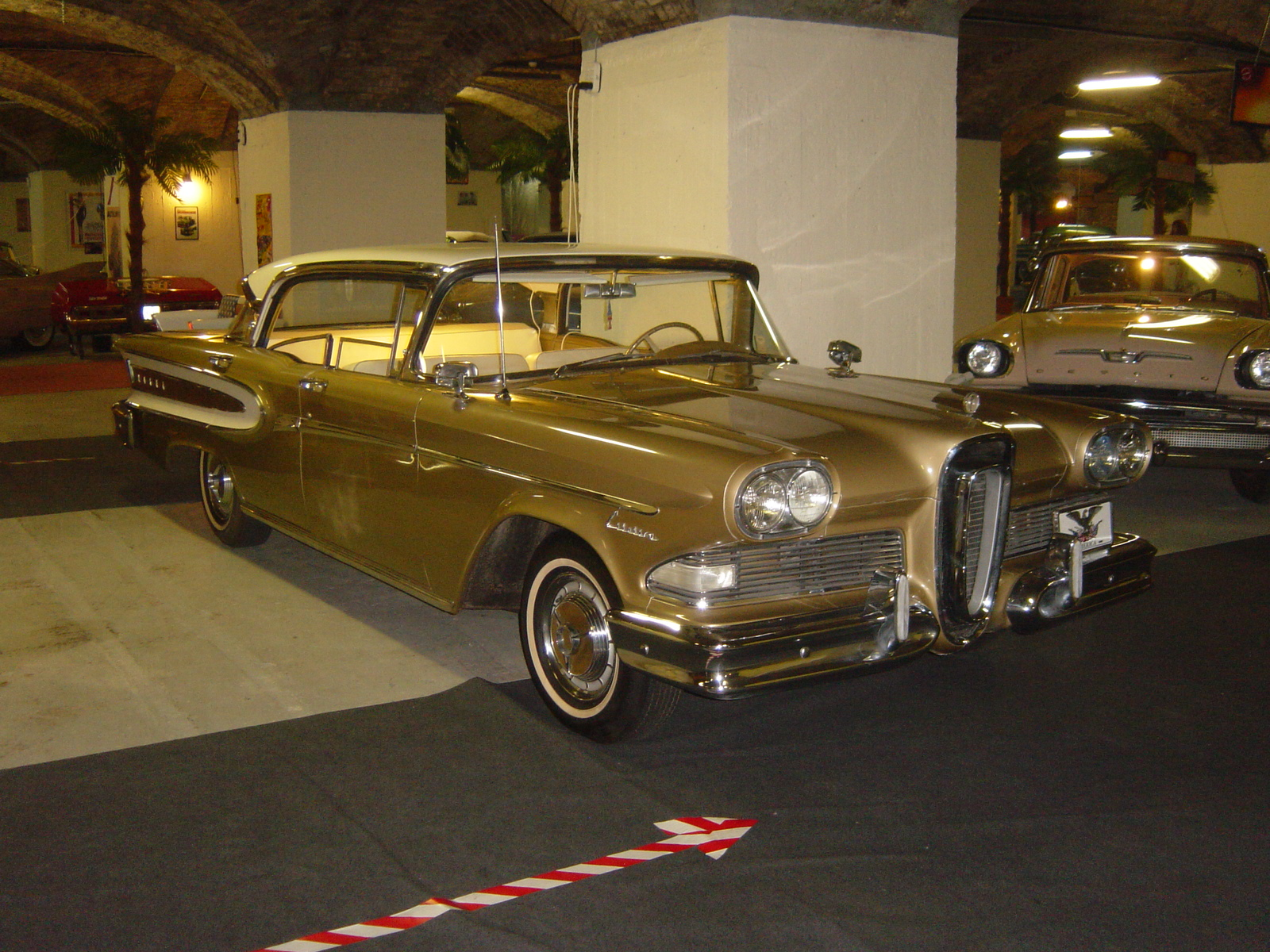
Citation 4-d Hardtop
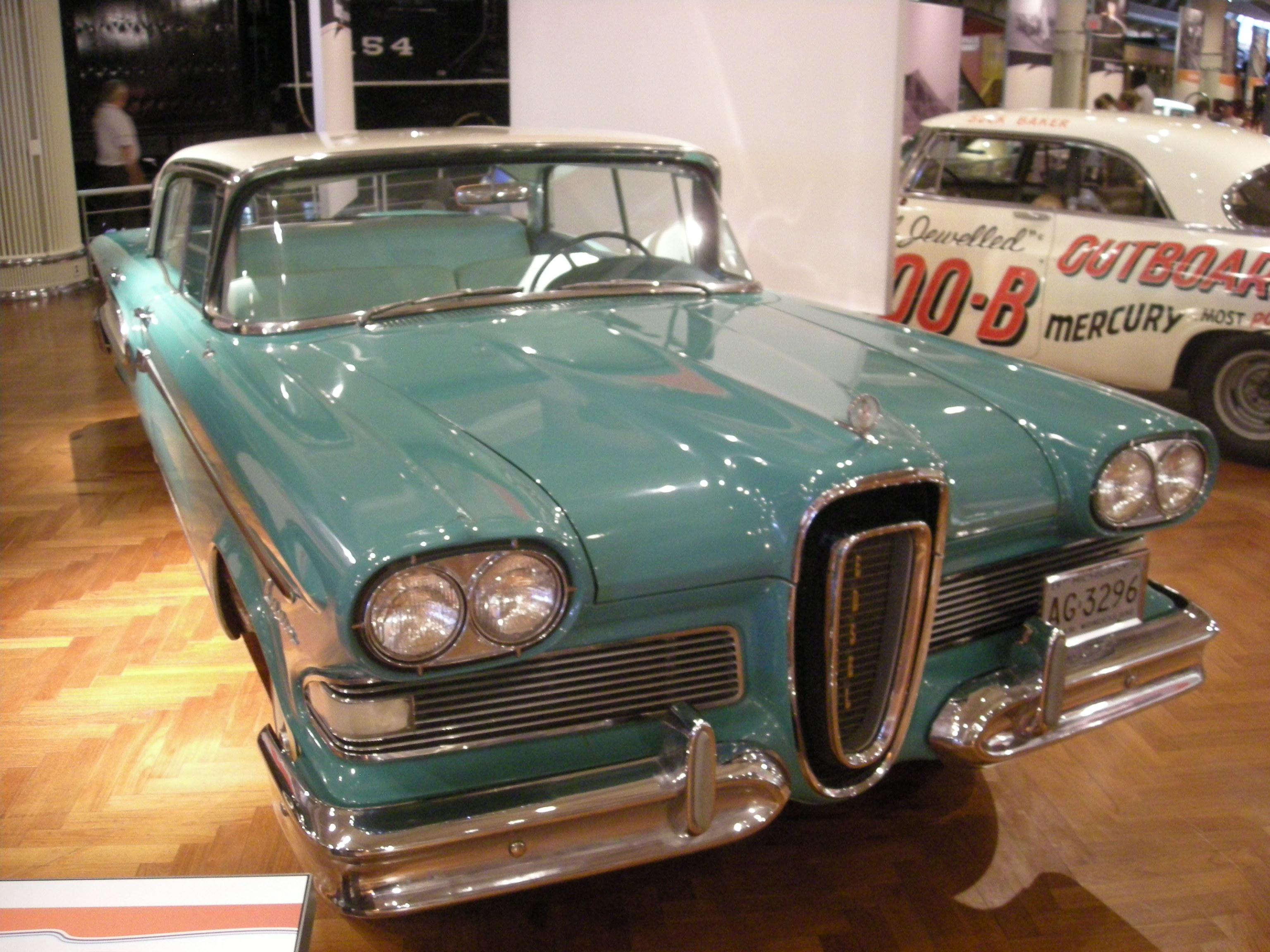
Citation4-d Hardtop
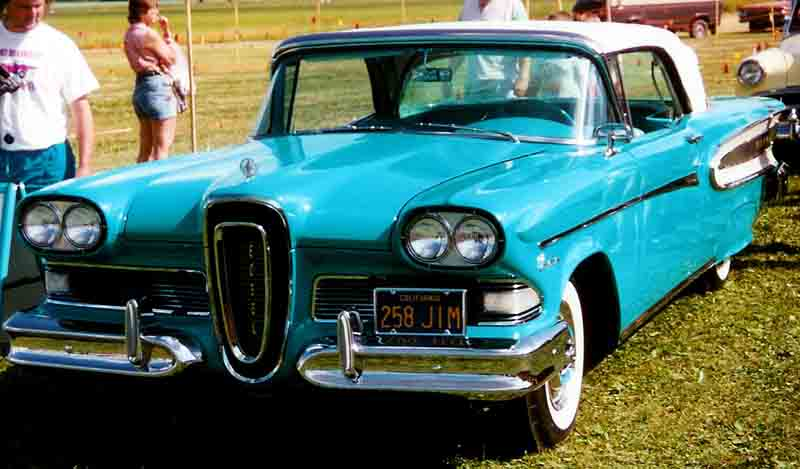
Citation Convertible

## Övrigt
Efter det att produktionen lagts ner har modellnamnet Citation senare kommit att återanvändas av biltillverkaren General Motors på modellen Chevrolet Citation (1980 – 1985).

### Fotnoter
1. ↑  Den angivna vikten kommer från en källa som redogör för av den amerikanska bilförsäljarorganisationen NADA ursprungligen angivna termen Curb Weight vilket med undantag för 75 kg inräknad för föraren motsvarar den svenska termen tjänstevikt. För att få fram tjänstevikten har alltså dessa 75 kg lagts till, vilket förklarar eventuella avvikelser från andra källor.
2. ↑  ”Teletouch”-växellådan gick även att få som tillval (”option”) på de mindre Edselmodellerna Pacer och Ranger
3. ↑  I Los Angeles producerades Edsel från augusti till november 1957 och dessa bilar var märkta med bokstaven "J" i chassinumret
4. ↑  Fabriken i Somerville var den första att sluta tillverka Edsel redan i mitten av oktober 1957 och dessa bilar var märkta med bokstaven "S" i chassinumret.
5. ↑  I Wayne startade tillverkningen av "stora" Edsel i juli 1957 och man höll som enda anläggning på till modellårets slut sommaren 1958 och dessa bilar var märkta med bokstaven "W" i chassinumret
6. ↑  De bilar som byggdes i Oakville var märkta med bokstavskombinationen "AK" i chassinumret för modellerna Ranger och Corsair samt med "BK" för modellerna Pacer och Citation
7. ↑  Anläggningen i Antwerpen fungerade som sammansättningsfabrik av i USA prefabricerade bilar, så kallade ”knock-downs” och dessa bilar var märkta med bokstavskombinationen "ABX" i chassinumret